# Devičany
Devičany jsou obec na Slovensku v okrese Levice v Nitranském kraji na úpatí Štiavnických vrchů. První písemná zmínka pochází z roku 1075.

## Kultura a zajímavosti
- Evangelický kostel, jednolodní původně pozdně barokní stavba s pravoúhle ukončeným presbytářem a představěnou věží z období kolem roku 1776. Kostel byl postaven ještě v predtolerančním období. Místní legenda říká, že po postavení nového kostela se představený katolické církve snažil věřícím stavbu odebrat. Místní baronka Anna Marie Hellenbach, měla mečem roztít klíč, kterým měl být kostel odemčen a zabrán. Pravdou je, že baronka intervenovala přímo u Marie Terezie a kostel zůstal evangelický.[4] Kostel má fasády členěné lizény a opěrnými pilíři. Okna jsou půlkruhově ukončena, dekorovaná šambránami. Věž s barokní helmicí byla ke kostelu přistavěna v roce 1899. Vstup do kostela je řešen jako klasicistní triaxiální portikus ukončený trojúhelníkovým štítem s tympanonem. V roce 2017 objevili v kostele historickou pozlacenou patenu z roku 1778.[5]
- Klasicistní kúria, jednopodlažní stavba na půdorysu obdélníku s přestavěným tříosým rizalitem ukončeným trojúhelníkovým štítem s tympánonem z roku 1810.[6] Okna mají dekorativní suprafenestry. Stavba je v současnosti opuštěná, v dezolátním stavu a hrozí její bezprostřední zánik.